# Курбанов, Абдулхалик Шамилович
Абдулхалик Шамилович Курбанов (20 мая 1978, Бежта, Цунтинский район, Дагестанская АССР, РСФСР, СССР — 28 февраля 2004, Дагестан) — российский военнослужащий-пограничник пограничной заставы «Бежта» (Цунтинский район, Дагестан, Россия). Погиб 28 февраля 2004 года от огнестрельного ранения, полученного с стычке с одним из лидеров чеченских бандформирований Русланом Гелаевым. Герой Российской Федерации (21.03.2004, посмертно). Старший сержант.

## Биография
Аварец. Родился 20 мая 1978 года в селе Бежта Цунтинского района Дагестанской АССР.
Окончил среднюю школу. В мае 1996 — марте 1998 годов проходил срочную службу в Вооружённых Силах РФ.
Вернулся на родину, работал в родном селе. В январе 2002 года по контракту поступил на службу в пограничные войска. Старший сержант Курбанов был начальником службы собаководства — командиром отделения проводников служебных собак на пограничной заставе «Бежта» Хунзахского пограничного отряда Северо-Кавказского регионального пограничного управления Федеральной пограничной службы ФСБ РФ.

## Гибель
Утром 28 февраля 2004 года один из постов наблюдения заставы заметил примерно в 800 м от поворота дороги неизвестного с белым мешком на плечах, который вышел из ущелья, но, увидев домики заставы, повернул обратно. Для проверки были высланы старшина Сулейманов и старший сержант Курбанов. Заметив приближающихся к нему военнослужащих, неизвестный — это был один из крупнейших главарей бандформирований Руслан Гелаев, месяцем ранее вторгшийся со своей бандой в Дагестан, а после её разгрома бросивший своих боевиков и скрывавшийся в горах - скрылся в ущелье, и пограничники начали его преследование. 
Гелаев решил обмануть пограничников и сделал хитрый ход: спустился к реке, прошёл несколько метров по её течению, а затем поднялся вверх по склону. Так он зашёл пограничникам во фланг и, когда они приблизились, открыл огонь. Сулейманов погиб от ранения в голову, а Курбанов около получаса вёл бой, сменив позицию, но в результате полученных ранений скончался. Гелаев получил в бою несколько ранений и умер от ран в нескольких сотнях метров от места боя. 
Похоронен Курбанов в родном селе.

## Награда
За мужество и героизм, проявленные при выполнении воинского долга, Указом Президента Российской Федерации от 21 марта 2004 года старшему сержанту Курбанову Абдулхалику Шамиловичу присвоено звание Героя Российской Федерации (посмертно).

## Память
Приказом директора Федеральной пограничной службы ФСБ РФ от 25.07.2005 года пограничной заставе присвоено имя Героев Российской Федерации М.Сулейманова и А.Курбанова. На заставе открыт памятник Героям.